# Vanitas

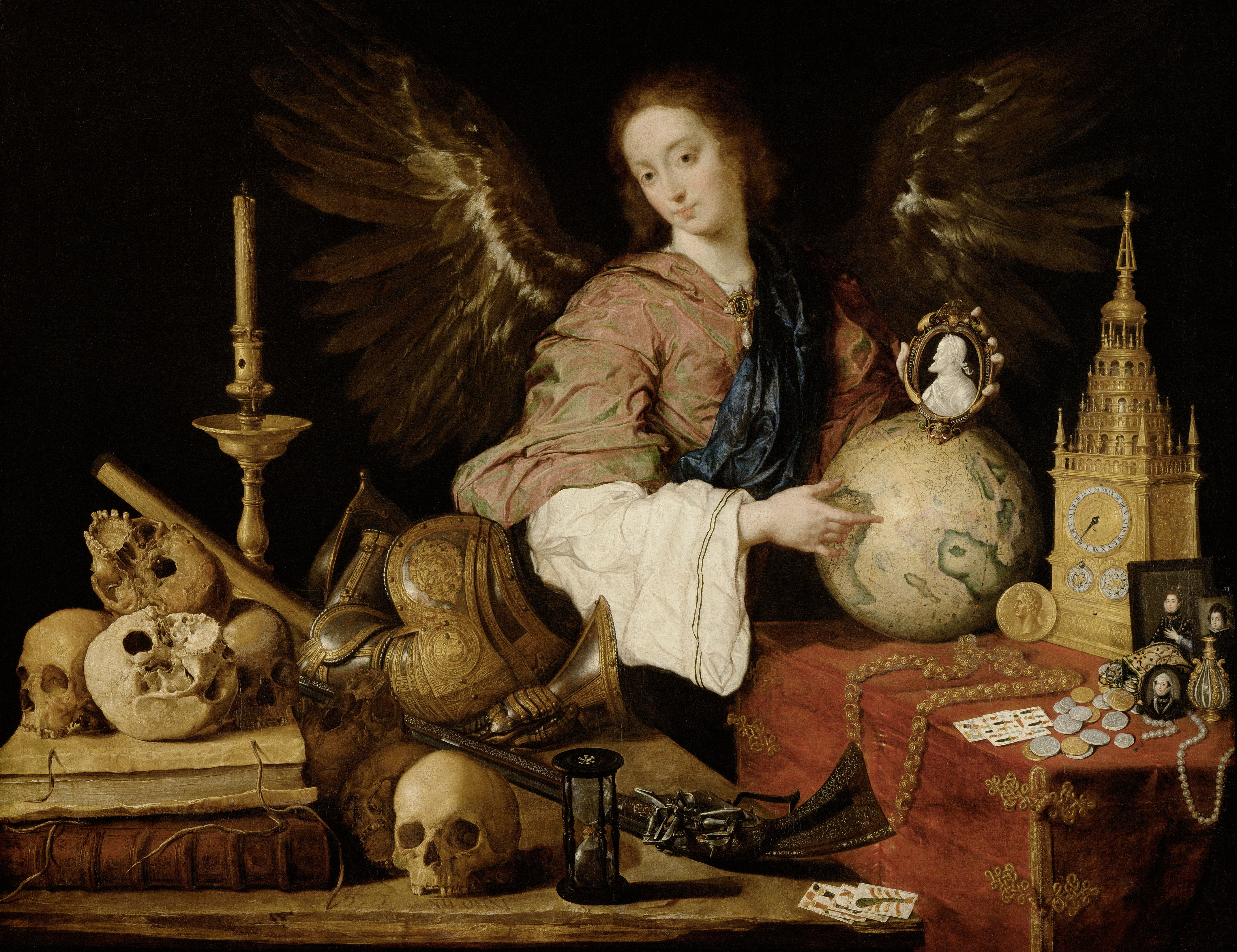
Antonio de Pereda: Vanitas

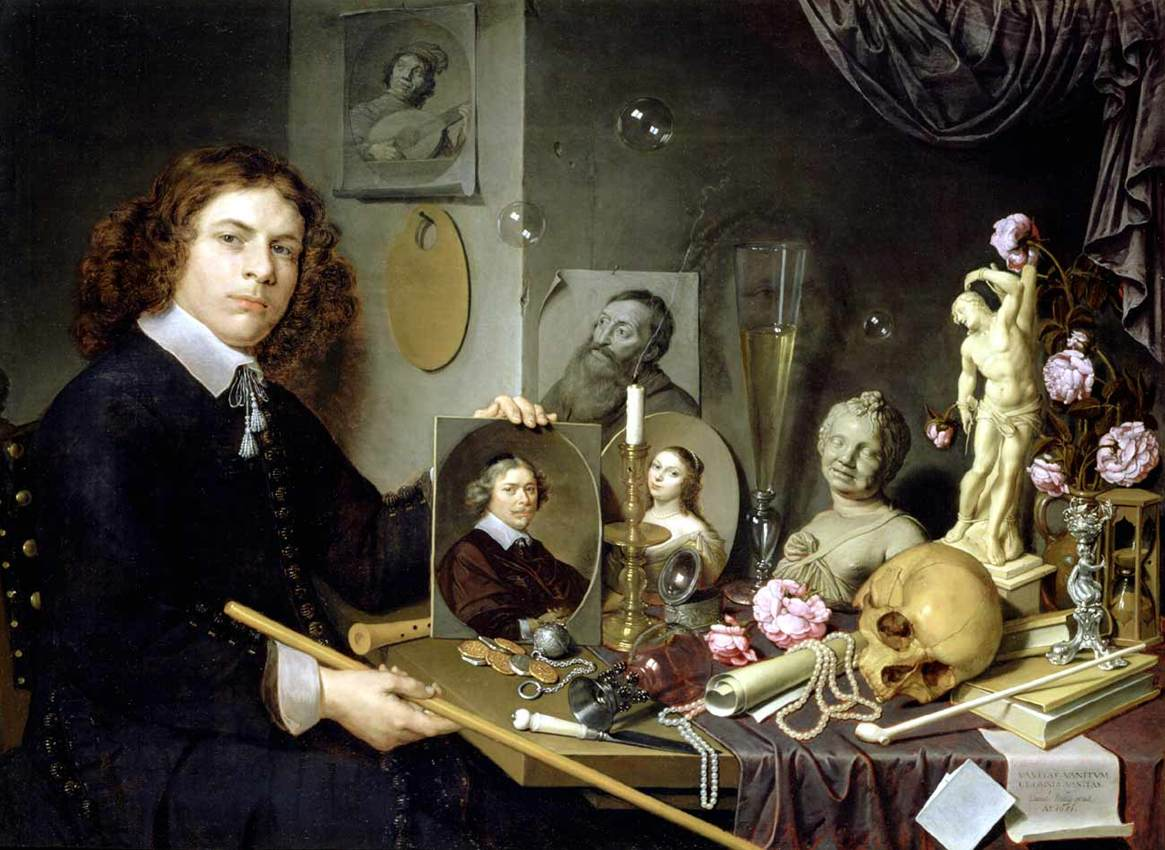
David Bailly: Vanitas (1651)

A vanitas (latin: ’hiábavalóság, semmiség, hiúság, hazugság’; magyaros helyesírással: vanitász) a festőművészet több évszázados témája. Gyökerei a zsidó-keresztény vallásosságban keresendőek, amelyben a földi javak elmúlása központi fogalom és amely a Bibliában is megtalálható (Prédikátor könyve, Ótestamentum (Pré. 1, 2): „Minden hiábavalóság“).
A vanitasmotívumok alapvető álláspontja, hogy az ember nem ura saját életének, minden Isten kezében van, avagy „Ember tervez, Isten végez”. Legfeltűnőbbek az elmúlásra, illetve az elmúltra utaló olyan képmotívumok, mint a koponya vagy a (homok)óra.

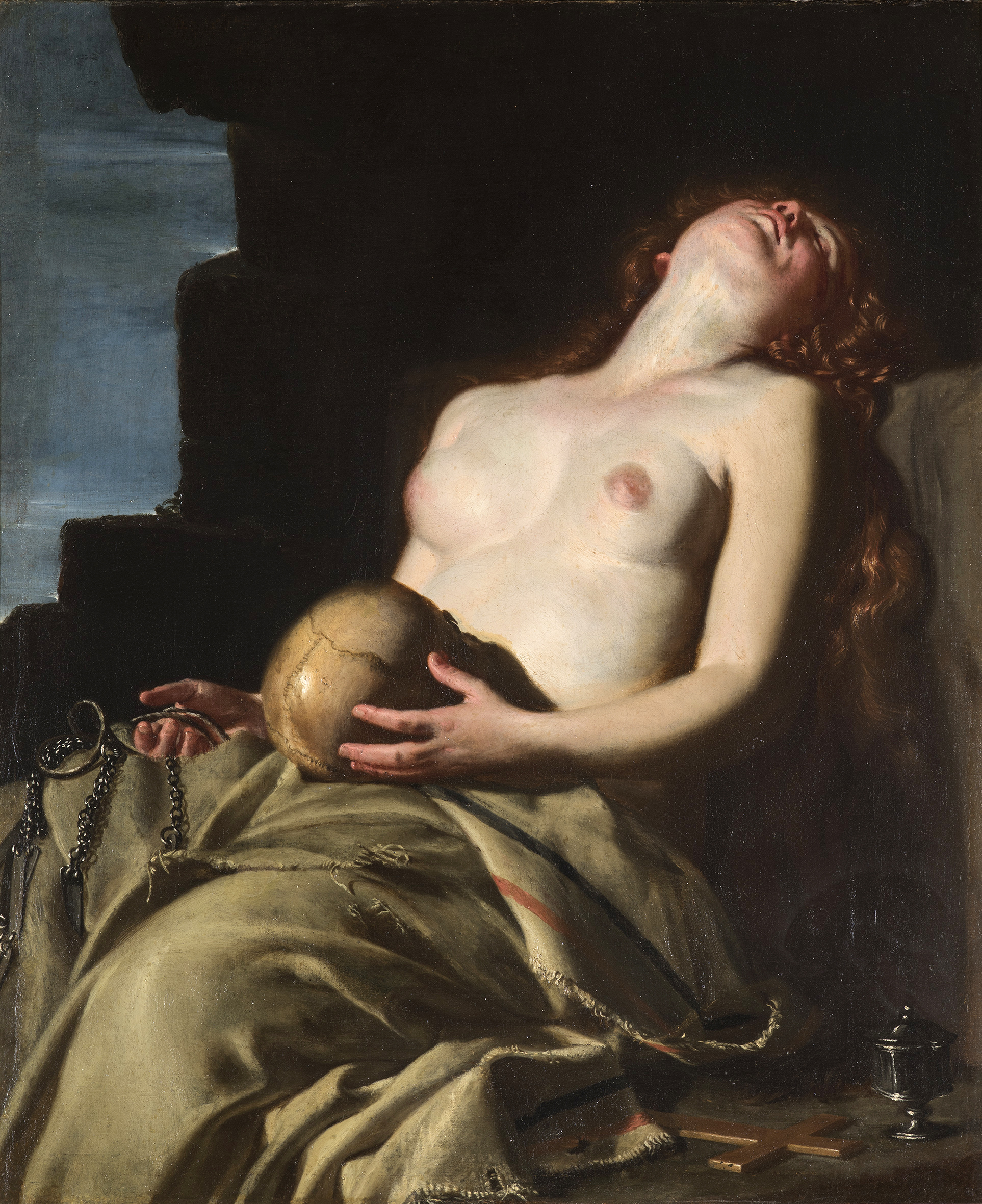
Guido Cagnacci: Mária Magdaléna (1663)

Az első jelentős vanitasábrázolások Németalföldről származnak, nem véletlenül. A reneszánsz óta egyre terjedő vanitasmotívum szinte karikatúraszerűen ábrázolja a középkor és az újkor, az ember vallásos alázatossága és a felvilágosodás öntudatos gőgje közötti egyre inkább tátongó szakadékot. Tetőpontját a barokk idején éri el, a festmény mintegy beismeri önnön hiúságát. A 18. századtól egyre inkább az alázattól megszabadulni akarás motívuma érvényesül: az elképzelés, hogy az ember fejlődni akarása nem lehet hiúság. Körülbelül 1760-tól kezdődően a vanitász túlhaladása a polgári kultúra és életvitel központi témája lesz.
Antonio de Pereda Vanitas képe egy angyalt ábrázol, aki egy földgömbre támaszkodva felmutat egy portrét, ami V. Károly német-római császárt ábrázolja. Egy faasztal és egy leterített asztal látható a képen.  Az üres deszkán, a nagyobbik asztalon könyvek, fegyverek és koponyák vannak, a másikon gyöngyök, aranypénzek és kártyák láthatók. Melléjük állítva egy kialudt gyertya és egy homokóra van. Ezek a tárgyak szimbolizálják az elmúlást, a hatalom, a gazdagság és egy impérium elmúlását.